# کشاورزی دیجیتال
کشاورزی دیجیتال (به انگلیسی: Digital Agriculture) به کاربرد فناوری‌های پیشرفته و فناوری اطلاعات در کشاورزی گفته می‌شود، که هدف آن بهبود بهره‌وری، پایداری و تصمیم‌گیری هوشمندانه در تولید محصولات کشاورزی است. این حوزه ترکیبی از داده‌های بزرگ، یادگیری ماشین، ماهواره‌ها، سنسورها، پهپاد‌ها، و اینترنت اشیاء (IoT) را برای مدیریت بهتر مزرعه‌ها به کار می‌گیرد.

## کاربردها
در کشاورزی دیجیتال، داده‌ها از منابع مختلف مانند حسگرهای خاک، دوربین‌های پهپاد، داده‌های ماهواره‌ای و ماشین‌آلات جمع‌آوری می‌شوند. این داده‌ها به کمک تحلیل داده‌ها و الگوریتم‌های هوش مصنوعی پردازش می‌شوند تا اطلاعات مفیدی برای تصمیم‌گیری فراهم شود.
برای نمونه، یک سیستم آبیاری هوشمند با استفاده از اطلاعات حسگرهای رطوبت خاک می‌تواند زمان و مقدار مناسب آبیاری را تعیین کند. یا با بررسی داده‌های تصویری، می‌توان وقوع آفات یا بیماری‌های گیاهی را زود تشخیص داد و اقدامات پیشگیرانه انجام داد.

## مزایا
- افزایش بهره‌وری کشاورزی
- صرفه‌جویی در مصرف آب، کود و سم
- کاهش هزینه‌های تولید
- کاهش اثرات منفی زیست‌محیطی
- افزایش دقت در تصمیم‌گیری کشاورزان
- کمک به مقابله با تغییرات اقلیمی و امنیت غذایی

## چالش‌ها
با وجود مزایا، کشاورزی دیجیتال با چالش‌هایی هم مواجه است، از جمله:
- هزینه بالای تجهیزات دیجیتال
- نیاز به آموزش کشاورزان برای استفاده از فناوری‌ها
- نگرانی‌های مربوط به حریم خصوصی داده‌ها
- محدودیت زیرساخت‌ها در مناطق روستایی یا کم‌برخوردار

## وضعیت در ایران
در سال‌های اخیر، چندین شرکت دانش‌بنیان در ایران نیز به توسعه سامانه‌های هوشمند کشاورزی روی آورده‌اند. پروژه‌هایی در زمینه نقشه‌برداری مزرعه‌ای، آبیاری هوشمند و پایش از راه دور آغاز شده است. با این حال، توسعه گسترده کشاورزی دیجیتال در ایران نیازمند حمایت‌های بیشتر دولتی و توسعه زیرساخت‌هاست.